# XI Festival de Antofagasta
La XI versión del Festival de Antofagasta fue un evento realizado los días 13 y 14 de febrero de 2019 en el Sitio Cero del Puerto de la ciudad de Antofagasta en Chile. El evento fue desarrollado por la Municipalidad de Antofagasta a través de la Corporación Cultural.
El festival no se efectuó en el Estadio Regional, debido a que el club de Deportes Antofagasta deberá jugar contra Fluminense el día 26 de febrero válido por la Copa Sudamericana 2019, y el campo debe estar apto para esa fecha.

## Presentaciones[1][2]

### Miércoles 13 de febrero
- Carolina Soto
- Pimpinela
- Biou y Mosway
- La Combo Tortuga

### Jueves 14 de febrero
- Soul de Lua
- Cebolla en Escabeche
- Miranda!
- Piso 21